# سنترلينك
برنامج ماستر سنترلينك، والمعروف شيوعًا بسنترلينك، هو برنامج خدمي تقدمه الحكومة الأسترالية. بدأ كوكالة حكومية تابعة للضمان الاجتماعي باسم وكالة توصيل خدمات الكومنولث، إلا أن تحول اسمه لاحقًا إلى السنترلينك، حيث أُنشئت مكاتب عدة في مُختلف أنحاء البلاد بهدف إدارة الخدمات التي يُقدمها الضمان الاجتماعي.
بدأ العمل بنظام السنترلينك عام 1997. وفي يوليو عام 2011، انضم السنترلينك إلى برنامج الخدمات الإنسانية ميدكير. ويُقدم البرنامج مجموعة من المدفوعات والخدمات الحكومية للمُتقاعدين والعاطلين عن العمل والأسر دون دخل مُرتفع ومُقدمي الرعاية والآباء والأشخاص ذوي الاحتياجات الخاصة، والسكان الأصليين الأستراليين والطلاب والمتدربين، إضافة إلى أشخاص ذوي خلفيات ثقافية ولغوية متنوعة. وتتركز معظم خدمات السنترلينك على الإنفاق على مدفوعات الضمان الاجتماعي.